# David Hockney
David Hockney (Bradford, 9 luglio 1937) è un pittore, disegnatore, incisore, fotografo e scenografo britannico.

## Biografia

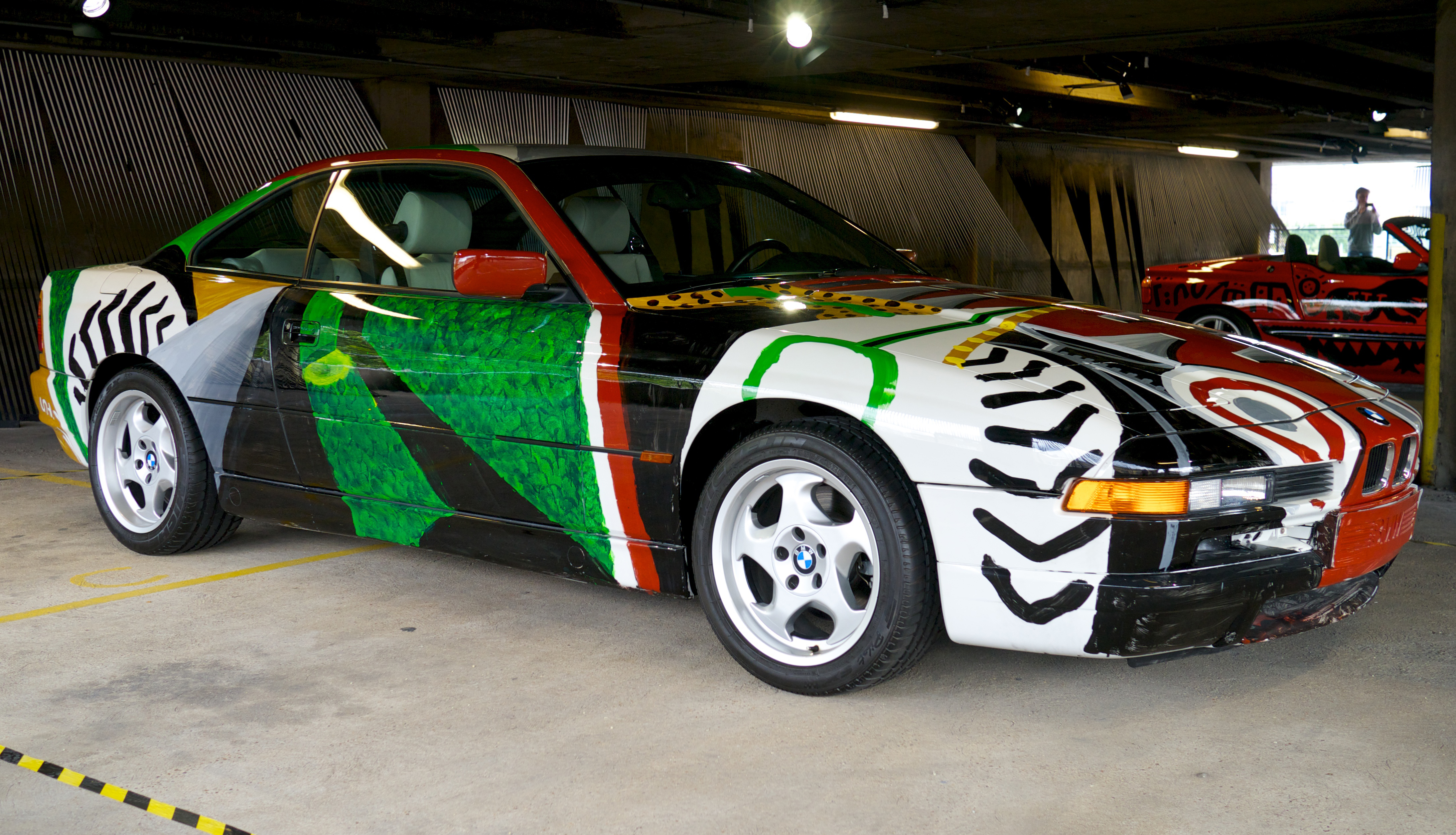
BMW 850CSi del 1995 realizzata da David Hockney nell'ambito del progetto BMW Art Car

David Hockney è nato a Bradford, città della contea metropolitana del West Yorkshire, in Inghilterra, da Laura e Kenneth Hockney (che fu obiettore di coscienza nella seconda guerra mondiale), quarto di cinque figli. Ha studiato alla Wellington Primary School, alla Bradford Grammar School, al Bradford College of Art e al Royal College of Art a Londra. Qui partecipò alla mostra Young Contemporaries, insieme a Peter Blake, che preannunciò l'arrivo della Pop art. Venne considerato membro del movimento, nonostante i suoi lavori giovanili mostrino un carattere espressionista, come alcuni lavori di Francis Bacon.
Hockney è anche scenografo. Lavora all'Ubu re di Alfred Jarry, allestito al Royal Court Theatre di Londra nel 1963. Negli anni Settanta realizza le scenografie de La carriera di un libertino per il Glyndebourne Festival Opera del 1974, e de Il flauto magico al Metropolitan Opera di New York nel 1978. Nel 1994 disegna i costumi della Turandot messa in scena alla San Francisco Opera.
Il 16 novembre 2018 il suo dipinto Portrait of an Artist (Pool with Two Figures) è battuto all'asta da Christie's per la cifra record di 90,3 milioni di dollari, divenendo l'opera d'arte più costosa realizzata da un artista vivente, fino al 16 maggio 2019 quando la scultura Rabbit di Jeff Koons viene venduta a 91,1 milioni.
Hockney è apertamente gay, e nella sua ritrattistica ha più volte esplorato la natura dell'amore omosessuale. Ad esempio il dipinto We Two Boys Together Clinging (1961), che prende il nome da una poesia di Walt Whitman, ha come oggetto l'amore per gli uomini. Nel 1963, nel quadro Domestic Scene, Los Angeles ritrasse insieme due uomini mentre uno lava la schiena dell'altro. Nell'estate del 1966, mentre insegnava all'UCLA, incontró Peter Schlesinger, uno studente d'arte che posava per ritratti e disegni, e intrattenne con lui una relazione amorosa.